# 1325
1325 (MCCCXXV) je bilo navadno leto, ki se je po julijanskem koledarju začelo na torek.

## Dogodki

### Francija in Anglija
- marec - Regent Despenser starejši, ki s pomočjo sina vlada v imenu nekompetentnega kralja Edvarda II., pošlje kraljico Izabelo Francosko na mirovno misijo na francoski dvor, da bi se pogodila z bratom kraljem Karlom IV.. Despenserja si za talce vzameta otroke kraljevega para.
- 21. junij - Kmečki upor v Flandriji (1323–28): flandrijski grof Ludvik kapitulira pred zahtevami kmečkih upornikov. Za regenta marionetnega grofa si izberejo Ludvikovega strica Roberta iz Cassela. Uporniki se nato odpravijo oblegat mesto profrancosko Ghent. Grofa Ludvika I. obdržijo v ujetništvu.
- september - Francoski kralj Karel IV. zahteva, da se pogajanjem pridruži še najstniški angleški kronski princ Edvard III., ki mu potem podeli naziv vojvoda Gaskonje, v zameno pa se mora princ Edvard odpovedati obmejni regiji Agenais. Despenserja kraljici, s katero sta nezadovoljna zaradi izkupička pogajanj in ker se še vedno ni vrnila v Anglijo, zaplenita še vse imetje in pozapreta vse njeno osebje.

- november - Flandrija: lokalni škof izobči flandrijske upornike in njihovega voditelja Roberta iz Cassela. Slednji prestopi v profrancoski tabor. 1326 ↔
- 16. december - Po smrti francoskega princa in vojskovodje Karla Valoiškega nasledi grofije Valois, Anjou in Maine njegov sin in aktualni kronski princ Filip VI.
- 25. december - Na francoskem dvoru se seznanita angleška kraljica Izabela Francoska in uporni angleški baron Roger Mortimer, 1. grof March. V naslednjih tednih njun odnos preraste v intimno razmerje. 1326 ↔

### Ostalo
- 7. januar - Umrlega portugalskega kralja Denisa, imenovanega tudi Pesniški kralj, nasledi sin Alfonz IV.
- marec - Vojna za Metz: češkemu kralju Ivanu Luksemburškem, trierskemu nadškofu Baldvinu Luksemburškem, grofu Bara Edvardu I. in vojvodi Spodnje Lorene Frideriku IV. ne uspe zavzeti mesta Metz, ki so mu združeno napovedali vojno, a uspešno zablokirajo povezavo mesta z zaledjem. Meščani Metza se predajo z obljubo, da se ne bodo samovoljno vmešavali v trgovske posle omenjenih gospodov.
- 13. marec - Izobčeni nemški kralj Ludvik IV. Wittelsbaški je postavljen v zelo neugoden politični položaj, zato se pogodi s svojim največjim nasprotnikom Friderikom Habsburškim, ki ga je zadnja tri leta držal v ujetništvu. Pogodita se, da bosta skupaj vladala Svetemu rimskemu cesarstvu. Temu sporazumu močno nasprotuje papež Janez XXII. 1326 ↔
- 5. junij - Umrlega grofa Württemberga Eberharda I. nasledi sin Ulrik I.
- junij - Maroški popotnik Ibn Batuta se odpravi na hadž v Meko. Potovanje traja 26 let in vmes obišče še vzhodno Evropo, Bližnji vzhod, osrednjo Azijo, Indijo, Kitajsko, vzhodno Afriko južno od ekvatorja ter podsaharsko zahodno Afriko.
- 6. julij - Emir Granade Ismail I. je umorjen v atentatu. Nasledi ga sin Muhamed IV.
- 8. november - Umre zadnji slovansko-vikinški knez Rügena Vislav III.. Otočno kneževino sicer nasledi njegov nečak, pomeranijski vojvoda Vartislav II., vendar se mu na otoku ne uspe uveljaviti. 1326 ↔
- 21. november - Tverski knez Dimitrij Mihajlovič zaradi družinskih zamer umori moskovskega kneza Jurija III. Daniloviča, ki ga je poprej pri kanu Zlate horde Uzbegu zatožil, da si je prisvojil velik del tributa namenjenega Zlati hordi. Umorjenega nasledi nečak Ivan I. Kalita[1]. Uzbeg kan‎ se odloči morilca kaznovati. 1326 ↔ 
  - Ruski metropolit Peter razglasi Moskvo za svoj sedež. S tem se poskuša odtegniti vplivu tverskega kneza. Mesto Kijev, v katerem je vsa stoletja bil sedež metropolije, je zaradi političnega razvoja zdrsnilo na raven majhnega provincialnega mesta.
- 15. november - Bitka pri Zappolinu, edina bitka ti. vojne za vedro med mestoma Bologna (gvelfi) in Modena (gibelini). Mondenčani so Bolognjcem ukradli vedro pri mestnem vodnjaku, kar je postal povod za vojno med mestoma. Mondenčani, ki jih je petkrat manj, s svojo mobilnostjo in drznostjo premagajo številčnejše Bolognjčane, mesto Mondena pa postane ponosen lastnik novega vedra. Na bojišču konča okoli 2000 mož z obeh strani.
- Kastilija: s polnoletnostjo Alfonza XI. omenjena kraljevina[2] končno dobi izvršnega kralja, ki začne nemudoma utrjevati svojo oblast. S politiko deli in vladaj mu uspe dobiti dovolj veliko jedro podpornikov, da ponovno združi kraljevino in odstrani nasprotnike, ki so se okoristili za čas regentske anarhije (1313-25). Prav tako Alfonz XI. začne nadaljevati z rekonkvisto po več desetletjih zastoja. Tega leta napove vojno mavrskemu Granadskemu emiratu in povabi evropske vladarje naj se mu pridružijo v križarski vojni. 1327 ↔
- Osman I. osvoji bizantinski Bithynion, ki se preimenuje v Bolu.
- Precej bizarne smrti (mogoče celo umora) je deležen delhijski sultan Gijas al-Din Tuglak, na katerega se skupaj z mlajšim sinom podre slabo zgrajena konstrukcija. Starejši sin Muhamad bin Tuglak, ki je hkrati prestolonaslednik, potem namerno zavlačuje z reševanjem, dokler ni že prepozno za rešitev.
- Beneški frančiškanski misijonar Odorik iz Pordenoneja prispe na Kitajsko, kjer ostane naslednja tri leta v gosteh pekinškega nadškofa Janeza iz Montecorvina.

- Vladar Malijskega cesarstva Musa Keita I. se vrne s hadža. Na poti domov priključi cesarstvu še sosednji mestni kraljevini Timbuktu in Gao.
- Mehika: Azteki ustanovijo mesto Tenochtitlan na otoku ob zahodni obali jezera Texcoco.

## Rojstva
- 12. maj - Rupert II., nemški volilni knez, pfalški grof († 1398)

Neznan datum
- Eleonora Sicilska, aragonska kraljica († 1375)
- ali 1335 Francesco Landini, italijanski (florentinski) skladatelj, organist, orglár († 1397)
- Domenico Fregoso, genovski dož († 1390)
- okoli Konrad Zöllner von Rothenstein, veliki mojster tevtonskih vitezov († 1390)
- Giovanni da Milano, italijanski (florentinski) slikar († 1369)
- Jacopo di Cione, italijanski (florentinski) slikar († 1390)
- Matej Kantakuzen, bizantinski cesar († 1383)
- Niccolò da Bologna, italijanski (bolognjski) slikar, iluminator († 1403)
- Nicolò Guarco, 7. genovski dož († 1385)
- Uljana Tverska, velika litovska kneginja-žena († 1391)
- Vladislav I., vlaški knez († 1377)

## Smrti
- 7. januar - Denis Portugalski, portugalski kralj, pisatelj, pesnik, skladatelj (* 1261)
- 5. junij - Eberhard I., grof Württemberga (* 1265)
- 6. julij - Ismail I., emir Kordove (* 1279)
- 13. oktober - Robert VII., grof Boulogneja in Auvergneja (* 1282)
- 8. november - Vislav III., zadnji slovansko-vikinški knez Rügena (* 1265)
- 21. november - Jurij III. Danilovič, moskovski knez (* 1281)
- 16. december - Karel, grof Valoijski (* 1270)

Neznan datum
- Alice Kyteler, hiberno-normanska dama obtožena čarovništva (* 1280)
- Amir Hosrov Dehlevi, indijski muslimanski mistik, pesnik, učenjak (* 1253)
- Gijas al-Din Tuglak, delhijski sultan
- Nizamuddin Auliya, indijski islamski mistik (* 1238)
- Keizan Džokin, japonski soto budistični menih (* 1268)
- Štefan Vladislav II., sremski kralj (* 1280)